# Carl Schulz (Fotograf)
Carl Schulz (* 4. März 1831 in Endingen am Kaiserstuhl; † 25. Junijul. / 7. Juli 1884greg. in Riga, Lettland) war ein deutscher Fotograf, Lithograf und Verleger.

## Herkunft und Ausbildung
Carl Schulz war das 4. Kind des Maurermeisters und Winzers Franz Anton Schulz und Maria Anna Zimmermann. Seine Mutter kam bei einer Überschwemmung ums Leben und der Vater, der erneut geheiratet hatte, starb 18 Monate später. Unklar bleibt, ob der achtjährige Waise von seiner Stiefmutter aufgezogen wurde. Sein handwerkliches Talent wurde schon als Kind entdeckt, und Carl erhielt eine Ausbildung zum Lithografen. Nach der Lehrlingsausbildung begab er sich auf Wanderschaft in Südwestdeutschland und wanderte dann ins Baltikum aus.

## Berufliches Wirken
Er war 1856 zunächst für einige Monate als angestellter Lithograf in der Universitätsstadt Dorpat/Tartu tätig und erlernte dort die Grundlagen der Fotografie. Ab Ende 1857 selbstständig tätig, vergrößerte er nach ersten Erfolgen sein Unternehmen um einen Verlag und eine Buchdruckerei, in der wissenschaftliche Arbeiten der Universität und Lehrmaterialien erschienen. 1860 eignete er sich in Berlin die arbeitserleichternde Methode der Fotolithografie an. Tartu war als Universitätsstadt durch den ständigen Wechsel der Studierenden ein idealer Ort für die kleinformatige Porträtfotografie. Diese wurde zusätzliche Einnahmequelle. 1863 fand er in dem Lithografen Eduard Ivanson einen Geschäftspartner. Aber das breitgefächerte Arbeitsfeld bei gleichzeitig großer Konkurrenz führte 1865 zum Bankrott. Schon 1866 war Carl Schulz wieder als Fotograf und Lithograf mit eigenem Unternehmen tätig. Er spezialisierte sich in der Fotografie unter anderem auf große Gruppenfotos, mit zunächst bis 50, dann innovativ bis zu 300 Personen, die bei den aus den umliegenden Provinzen stammenden Studierenden und ihren Verbindungen besonders beliebt waren, wofür er u. a. den „Rotationsapparat“ der Firma Liesegang nutzte.
Carl Schulz war Pionier für den Lichtdruck in Estland und erntete damit Aufmerksamkeit auch in Sankt Petersburg. Ebenfalls beschäftigte er sich frühzeitig mit der Stereofotografie. Eine weitere Spezialisierung betraf repräsentative Stadtansichten von Tartu im Großformat, die er einzeln und in Serien im eigenen Verlag anbot. Es sind auch diese Ansichten, die nach dem Zweiten Weltkrieg für Rekonstruktionen in der Stadt benutzt wurden. Ab den 1870er Jahren reiste Schulz in den umliegenden Provinzen herum und fertigte Serien von Landschaftsaufnahmen und Stadtansichten u. a. von Reval/Tallinn, Werro/Võru, Riga und St. Petersburg und den umliegenden Residenzen des Zaren Alexander II., dem er wiederholt Fotoalben schenkte. Auch Guts- und Pfarrhausansichten wurden angeboten.

Aufgrund seiner Reputation wurde er auch mit der Dokumentation neuer Bahnstrecken in Estland und Kurland und mit Gruppenfotos des russischen Militärs beauftragt. Zunehmend erreichten ihn auch Aufträge aus Deutschland, was wohl an Besprechungen seiner mit Anerkennung bedachten Arbeiten auf der Wiener Weltausstellung 1873 lag. Im Folgejahr und 1876 nahm Schulz auf Einladung an den Ausstellungen der französischen Fotografiegesellschaft teil, wo seine Arbeiten ebenfalls prämiert wurden. Seine Fotos sollen in Pariser, Wiener und Münchner Kunstgeschäften zu kaufen gewesen sein, und die Zarenfamilie bestellte bei ihm. Carl Schulz überreichte dem in St. Petersburg weilenden Schah von Persien Nāsir al-Dīn Shāh ein Fotoalbum von St. Petersburg und Umgebung und wurde dafür mit dem Sonnen- und Löwenorden geehrt. Seine Fotos wurden also Teil des internationalen Kunstmarktes, und Carl Schulz bezeichnete sich als Künstler.

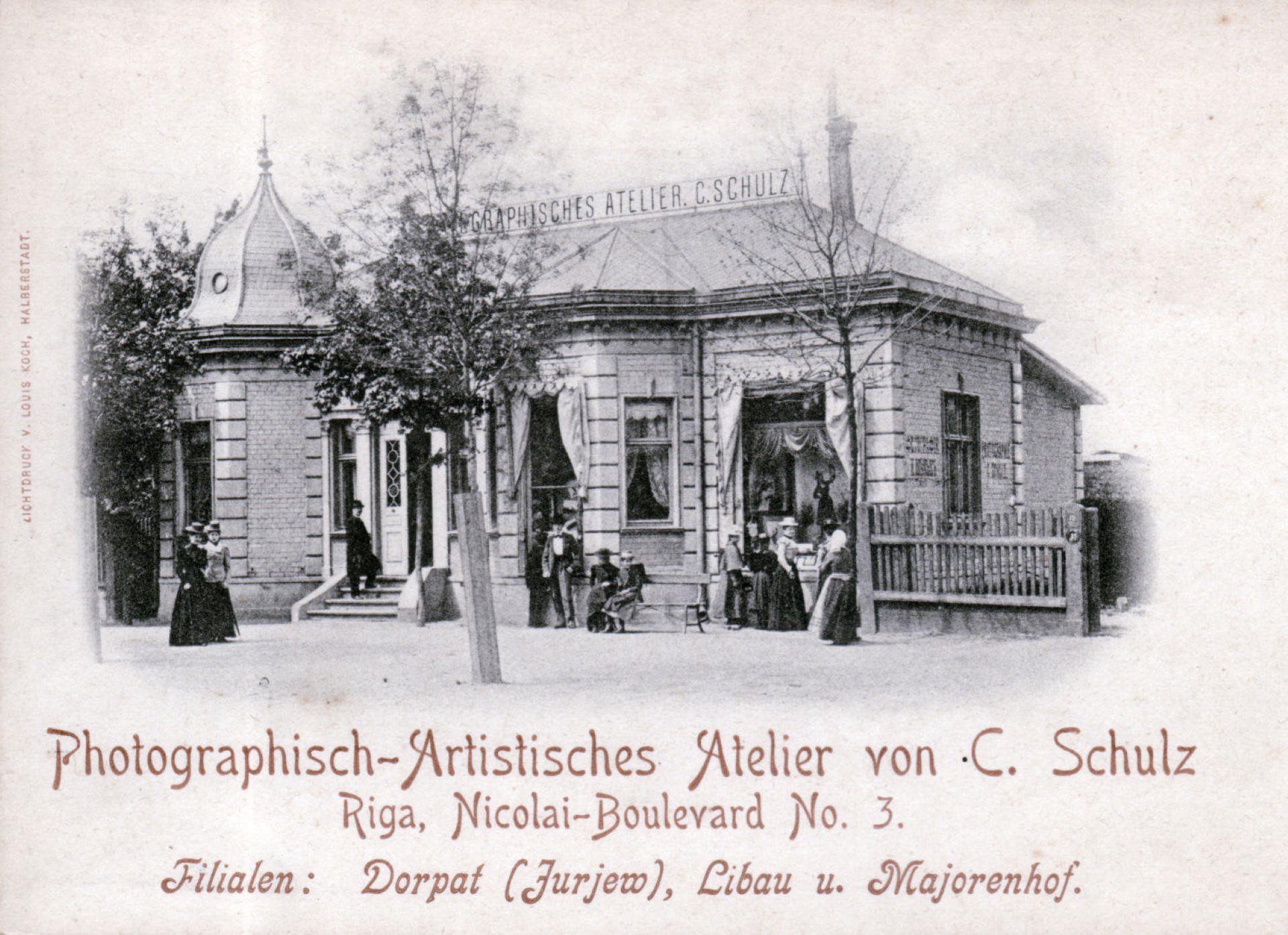
Photographisch-Artistisches Atelier von C. Schulz, Riga

Um zu expandieren, zog Schulz 1881 nach 23 Jahren Tätigkeit in Tartu mit der Familie nach Riga und überließ den Verkauf von Reproduktionen seiner Arbeiten der Buchhandlung E. J. Karow. In Riga hatte Schulz schon häufiger lithografische und fotografische Stadtansichten hergestellt und wurde zum Anbieter mit der größten Auswahl an Stadtansichten. Neben der künstlerischen Qualität seiner Lithografien, Farblithografien, Lichtdrucke und Landschafts- sowie Gruppenfotos war die Größe der Fotografien ein besonderes Merkmal seiner Arbeit. Er produzierte u. a. Architekturfotos von Industrieanlagen und große Panoramen von Riga (4-teilig, bis 3,6 m lang), die in Ausstellungen zu Preisverleihungen führten. Das Unternehmen wurde so erfolgreich, dass er am Nicolai-Boulevard ein eigenes „photographisch-artistisches Atelier“ für Porträtaufnahmen erstellen ließ. Zeitweilig war Schulz gezwungen, gegen Fälschungen seiner Arbeiten vorzugehen. 1883 beschäftigte die Firma C. Schulz 25 Angestellte in zwei Ateliers und einer Lithographie- und Lichtdruckwerkstätte.
Carl Schulz starb 1884 nach längerer Krankheit. Viele seiner Lithografien, seiner innovativen fotografischen Arbeiten und einige Alben sind heute in Museen und Archiven zu finden und gelten als bedeutende Beiträge zur Kulturgeschichte Lettlands und Estlands.

## Familie und Familienunternehmen
Er heiratete am 3. November 1857 in Tartu die siebzehnjährige Juliane „Julie“ Friederike Maria Stahl (6.6.1840, Tartu – 10.12.1901, Riga). Das Ehepaar bekam 8 Kinder, von denen 4 Jungen und 2 Mädchen das Erwachsenenalter erreichten.
Julie war zeitlebens außerordentlich tatkräftig und beantragte nach Carls frühem Tod als Alleinerbin die Erlaubnis, das Unternehmen führen zu dürfen. Sie leitete das Unternehmen C. Schulz selbstbewusst, expandierte zugunsten der Söhne und führte die Geschäfte in Riga zunächst zusammen mit dem ältesten Sohn, Carl Julius, der schon als 12-Jähriger seinem Vater geholfen hatte. Nach dessen Suizid 1895 lenkte sie das Fotounternehmen mit 3 Standorten in Riga zunächst allein, später unter Mithilfe des jüngsten Sohnes Eduard erfolgreich bis zu ihrem Tod. Eduard übernahm dann die Leitung der Rigaer Fotoateliers und der Filiale in Majorenhof/Majori, Ortsteil von Jūrmala, bis zu seinem Tod 1913. Schon 1894 hatte Julie die Filiale in Majorenhof eingerichtet, und im gleichen Jahr wurde in Libau/Liepāja ein Fotoatelier unter der Leitung von Sohn Ferdinand Oskar eröffnet, das bis 1902 bestand. Das Fotoatelier in Tartu wurde 1896 von Sohn Arthur Alexander wiedereröffnet und war bis zum Ersten Weltkrieg außerordentlich erfolgreich. Auch Arthurs Tochter Dagmar wurde später als Fotografin in Tartu tätig.